# Martinskapelle (Furtwangen)

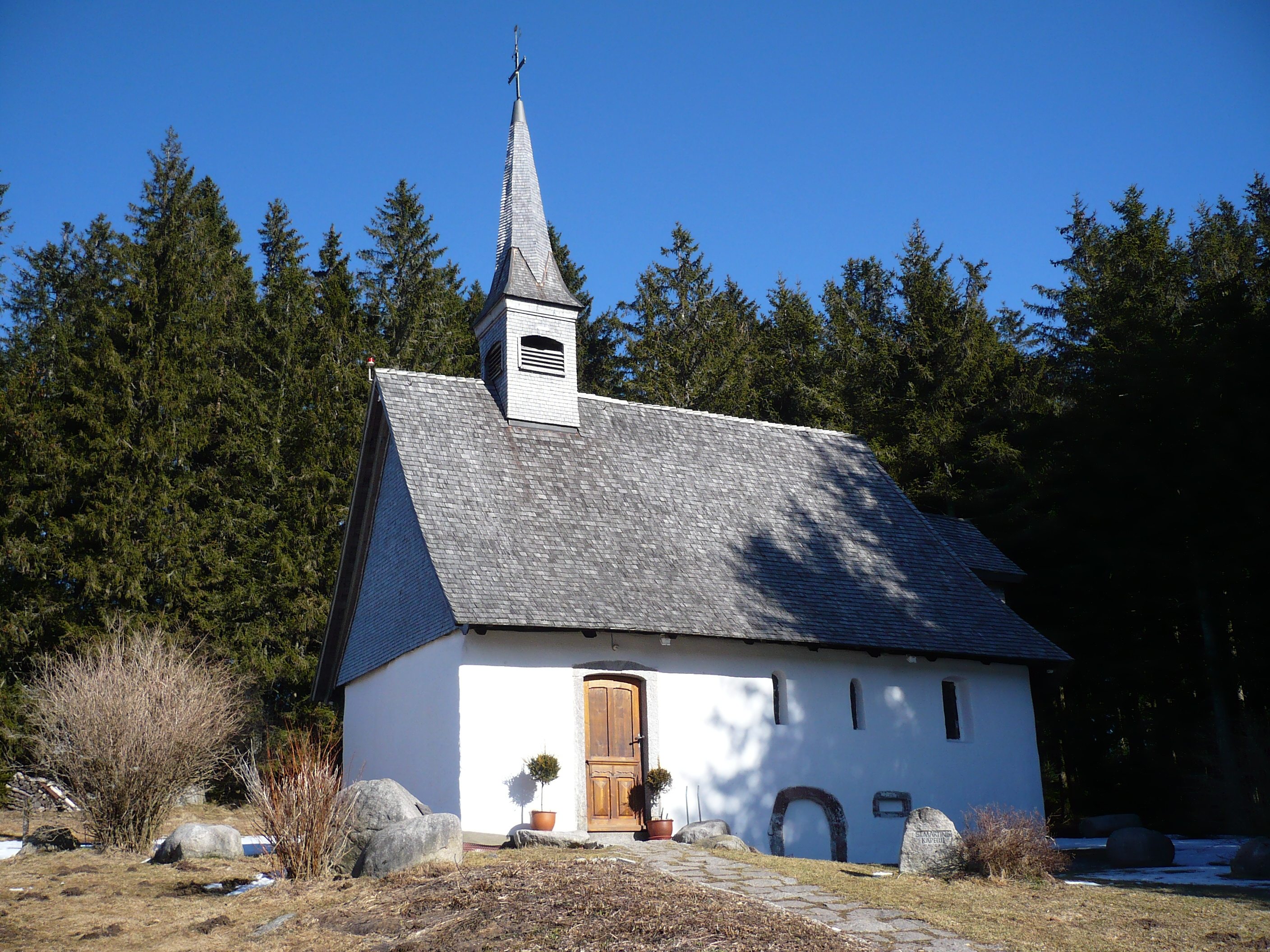
Martinskapelle

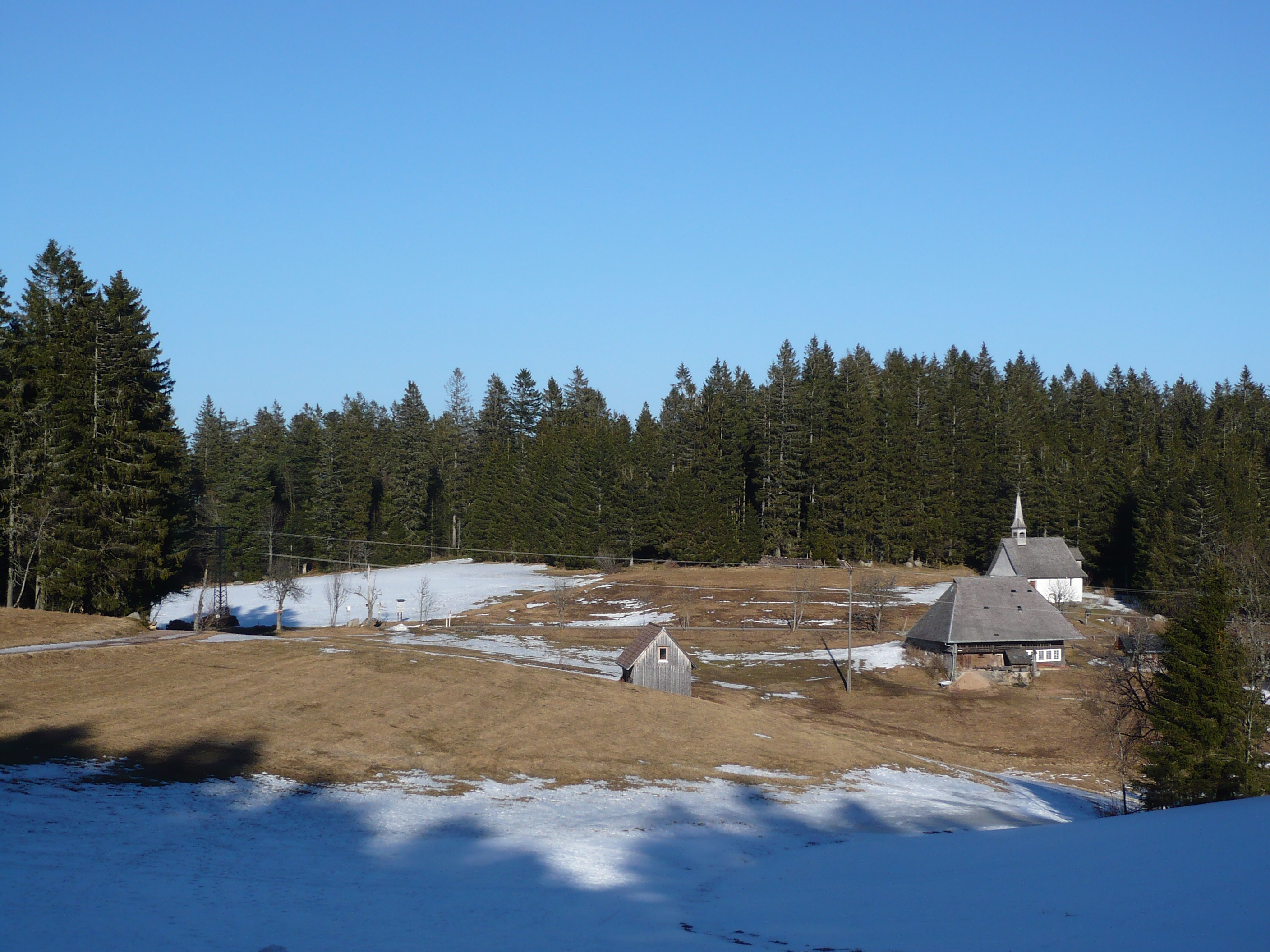
Blick auf die Martinskapelle und Teile des Kolmenhofs Richtung Norden

Die Martinskapelle liegt in der Höhe von 1085 m ü. NHN am oberen Ende des Katzensteiger Tals auf der Gemarkung Furtwangen unweit der Bregquelle sowie nahe der Elzquelle. An dieser Stelle befindet sich außerdem die Wasserscheide Donau–Rhein. An der Kapelle vorbei führen für Wanderer und Langläufer der Westweg und der Fernskiwanderweg Schonach–Belchen.

## Die ursprüngliche Kapelle
Die Martinskapelle liegt an einer alten Passstraße, die eventuell schon in der La-Tène-Zeit (5.–1. Jahrhundert vor Christus) existiert hat. Geht man von dieser Annahme aus, stellt der Sakralbau eine Verbindung zwischen keltischer und frühchristlicher Kultur in dieser Gegend dar. Grabungsfunde von 1958 haben bewiesen, dass an der Stelle der heutigen Kapelle bereits um das Jahr 800 ein Sakralbau, eventuell ein heidnisches Quellheiligtum, bestand. Bei derselben Grabung wurde ein Becken freigelegt, das – sollte es sich tatsächlich um einen Sakralbau gehandelt haben – vermutlich ein Taufbecken dargestellt hat.
Aufgrund der Fundamente konnte das Aussehen dieses ersten Baus rekonstruiert werden, wonach er aus einem Kultraum (4,20 auf 4,20 m) sowie einem daran anschließenden Taufraum mit zwei Fenstern bestand. Diese Aufteilung entspricht somit der Wendelinskapelle (600 n. Chr.) in Cazis/Graubünden, wie aus dem Bericht der Restaurierung 1958 hervorgeht.
In historischen Urkunden ist die Stiftung einer Waldkapelle an das Kloster St. Margarethen zu Waldkirch 915 bezeugt; jedoch ist nicht gesichert, ob es sich hierbei tatsächlich um diesen frühesten Bau gehandelt hat. Es könnte sich dabei auch um die Kapelle handeln, von der 1178 in einer Bulle Papst Alexander III. die Rede ist – eine Kapelle auf einem hohen Berg, welche der Gemeinde Furtwangen errichtet wurde.

## Die mittelalterliche Kapelle
Im Mittelalter wurde eine neue Kapelle errichtet, doch wurden dabei die alten Fundamente und eventuell auch Teile der noch vorhandenen Außenmauern wieder verwendet. Dies ist vermutlich in spätgotische Zeit zu datieren. Nachdem die Kapelle im Dreißigjährigen Krieg teilweise zerstört worden war, wurden ein neues Dach sowie eine neue Decke gebaut. Im Mittelteil ist diese heute noch erhalten und trägt die Jahreszahl 1672.
In der Kapelle finden sich noch weitere Jahreszahlen, die z. T. dank der Restaurierung (Haas 1997) korrekt zugeordnet werden konnten: der Altaraufbau stammt aus dem Jahr 1705, und die Jahreszahl 1905 über dem Türsturz weist auf die Restaurationsmaßnahmen in dieser Zeit hin. Als falsch konnte die aufgemalte Jahreszahl 1460 klassifiziert werden, die sich bis zur Restaurierung 1995–1997 am Altarretabel befand.

## Zwischenzeitliche Nutzung der Kapelle
Seit Beginn des 19. Jahrhunderts befindet sich die Kapelle im Besitz des Kolmenbauernhofs. Allerdings wurde sie 1848 in ein Nutzgebäude umgewandelt: Durch An- und Umbau wurden Stall, Heuboden, Schuppen, Abort und Keller ergänzt. Auch der Turm wich einem Schornstein.
Das Aussehen der heutigen Kapelle geht auf eine Legende zurück, nach der der Kolmenhofbauer um 1900 ein Gelübde ablegte, wonach er Gott zu Ehren und als Dank die ehemalige Kapelle erneut als Kirchengebäude herrichten wollte, würde Gott ihn und seine Familie aus wirtschaftlicher Not befreien. Offensichtlich wurde er erhört, denn 1905/06 wurde die Kapelle wieder weitgehend in ihren alten Zustand versetzt, zumal auch ein Türmchen an die alte Stelle kam. 1906 wurde die Kapelle zum zweiten Male geweiht.

## Restaurierungsmaßnahmen sowie grabungstechnische Untersuchungen

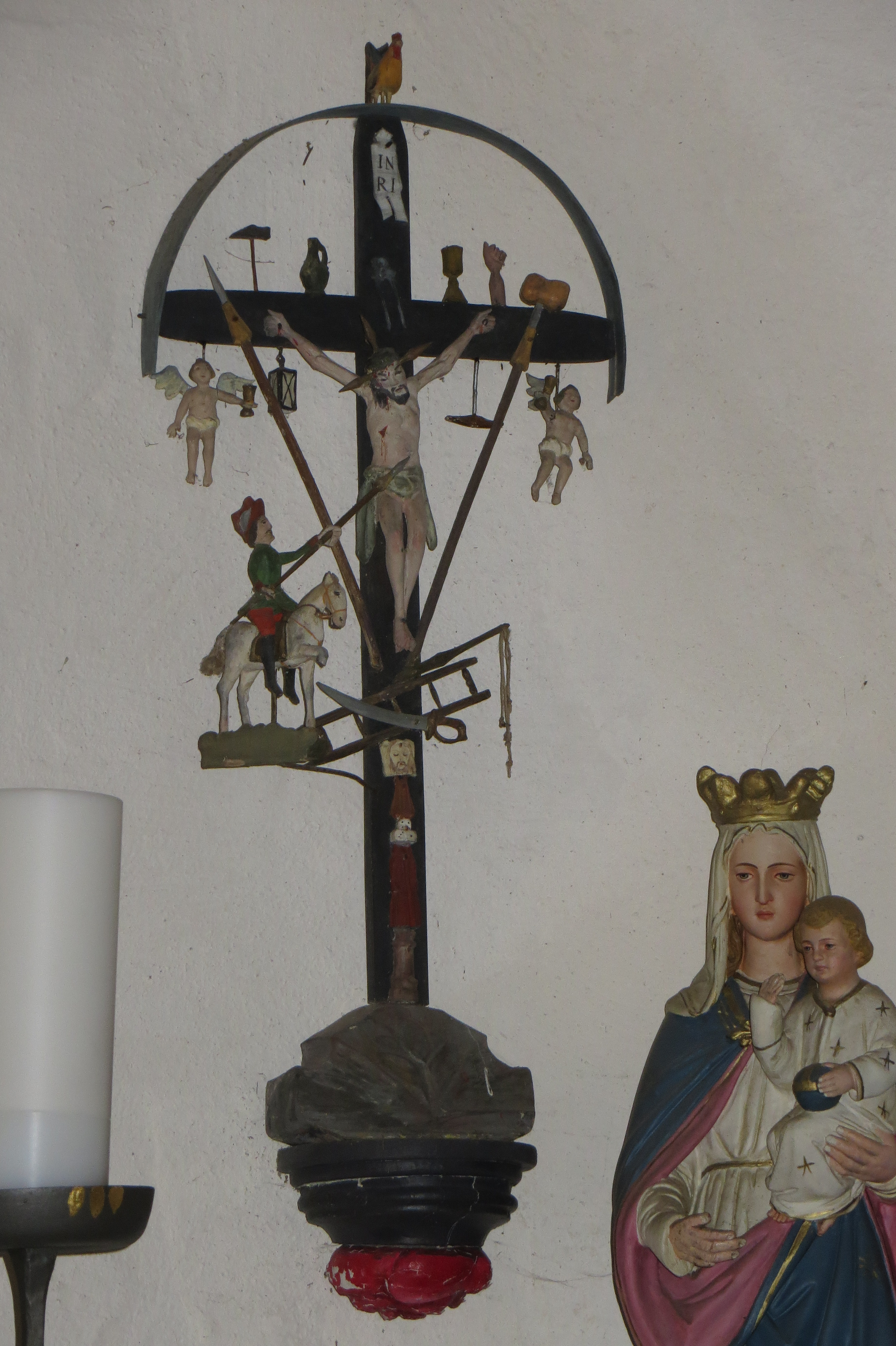
Das Longinuskreuz im Inneren

Im Jahre 1958 fanden erste umfassende Restaurierungsmaßnahmen mit grabungstechnischen Untersuchungen statt (unter Schmidt). Entfernt wurden dabei vor allem Reste des Nutzgebäudes, u. a. der Zementputz und der Schutt im Kellergeschoss. Der Altaraufsatz wurde nach barockem Vorbild neu gestaltet, nachdem er 1920 mit Ölfarbe überstrichen worden war. Dabei wurden u. a. Marmormalerei und Polimentvergoldung verwendet.
Eine weitere umfassende Restaurierung mit Bauaufnahme (unter Bürk) sowie Putzuntersuchungen (unter Jung) fanden 1995–1997 statt. Dabei wurden u. a. das Dach mit handgespaltenen Fichtenholzschindeln gedeckt, eine Lüftung und eine Alarmanlage in das Gebäude eingebaut, die Mauern neu verputzt und die Kirchenbänke restauriert. Das Innere der Kapelle (Altarretabel, gotische Skulpturen, Prozessionskreuz etc.) wurde nach dem Vorbild der letzten Fassung restauriert. Auch der Außenbereich mit den freigelegten Fundamenten und Findlingen, wie er heute ist, stammt aus dieser Phase.